# Pałac w Brzezince
Pałac w Brzezince (niem. Schloss Briese) – zabytkowy pałac we wsi Brzezinka (województwo dolnośląskie), w Polsce, w powiecie oleśnickim, w gminie Oleśnica. 

## Historia
Późnobarokowy pałac budowany był etapami od 1725 roku dla hrabiego Karola Krystiana von Kospoth. Zaprojektowany został przez wrocławskiego architekta Johanna Blasiusa Peintnera. Rezydencja była nieprzerwanie w rękach tego rodu do 1945 roku. Jest to budynek na planie prostokąta z podwyższonym ryzalitem na osi, dwutraktowy, dwu- i trzykondygnacyjny, nakryty był dachem łamanym z powiekami. W ryzalicie znajdują się bogate portale barokowe, a we wnętrzach zachował się częściowo wystrój z podziałami pilastrowymi i dekoracją stiukową na sufitach. Od strony ogrodu znajduje się portal, z agrafą zawierającą datę 1725, pomiędzy dwoma kolumnami toskańskimi. Nad agrafą kartusz z herbami von Maltzana (L) i jego żony Anny hr. von Erbach (P). Herb nad wejściem na balkon znajduje się kartusz z herbem von Kospoth.
Obiekt jest częścią zespołu pałacowo-folwarcznego, w skład którego wchodzą jeszcze: park z pierwszej połowy XVIII w.; dom zarządcy z 1731 r., przebudowany w XIX-XX w.; dom inspektora, obecnie spichrz z połowy z XVIII w., przebudowany w XIX w. Obecnie zrujnowany.

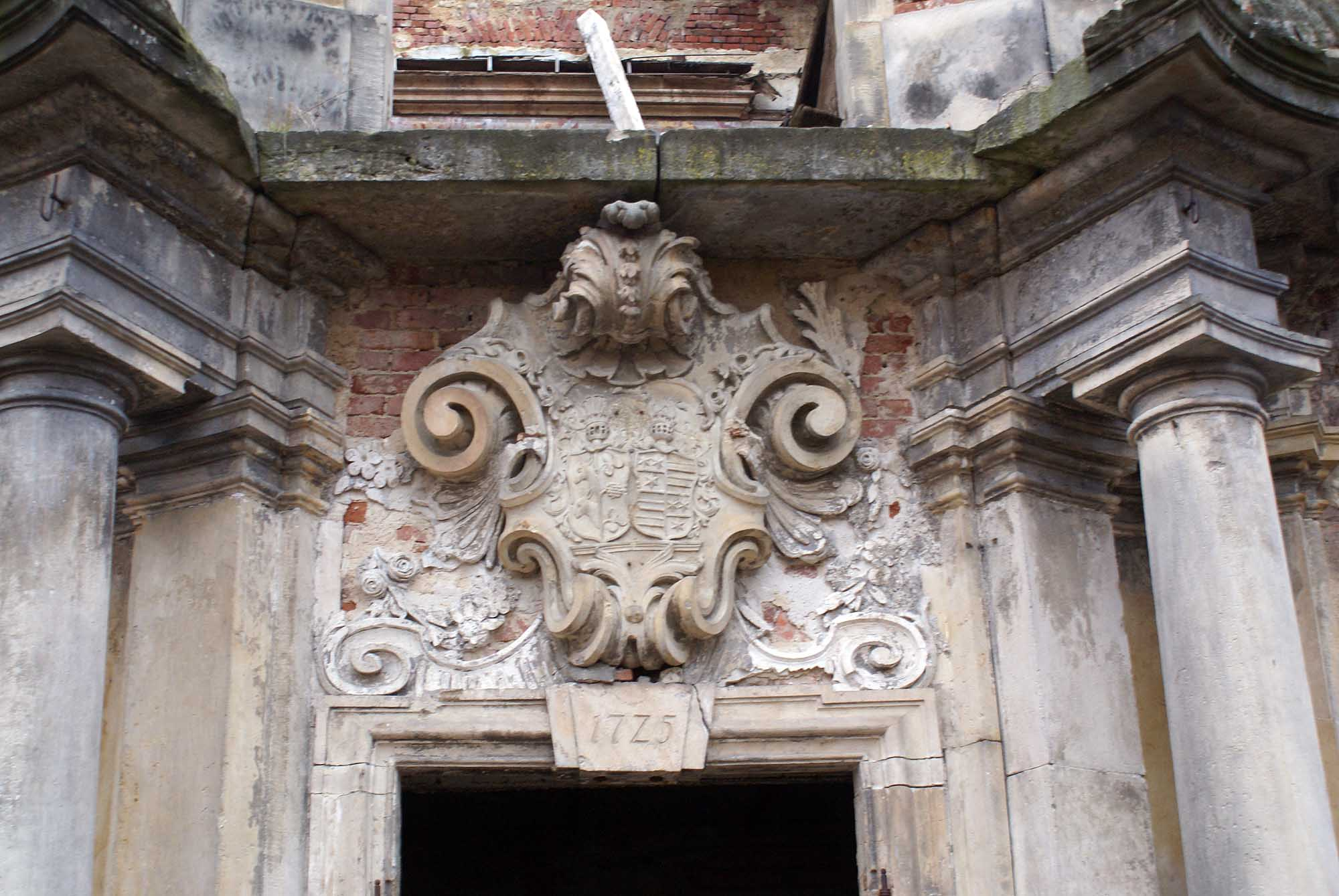
Kartusz z herbami Maltzan (L) Erbach (P)
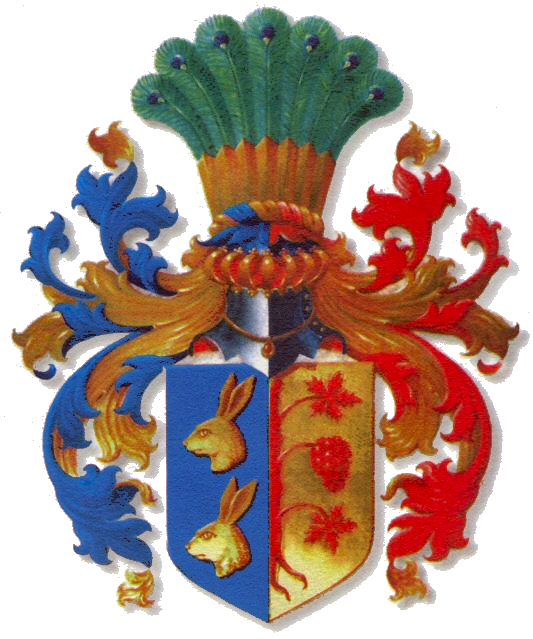
Herb von Maltzahn
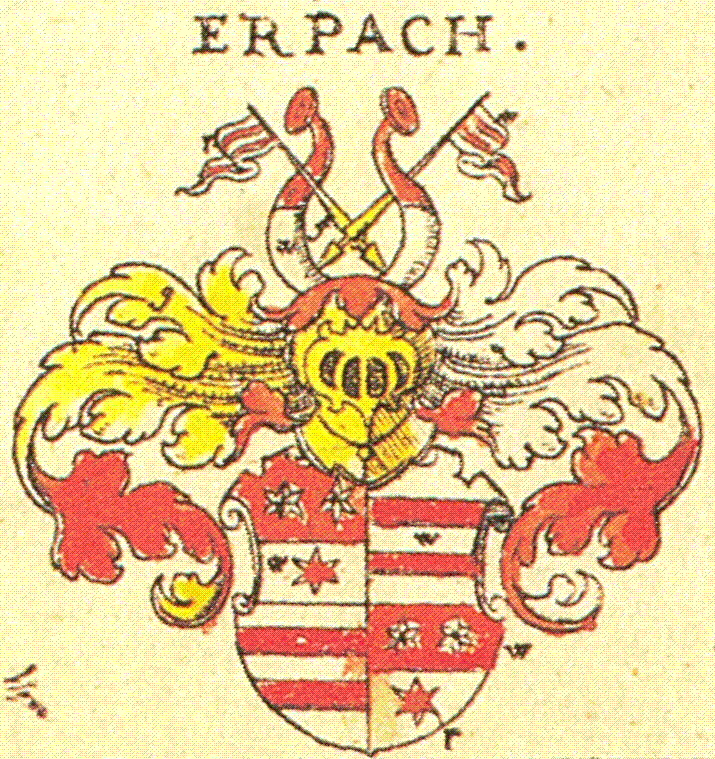
Herb  Anny von Erbach
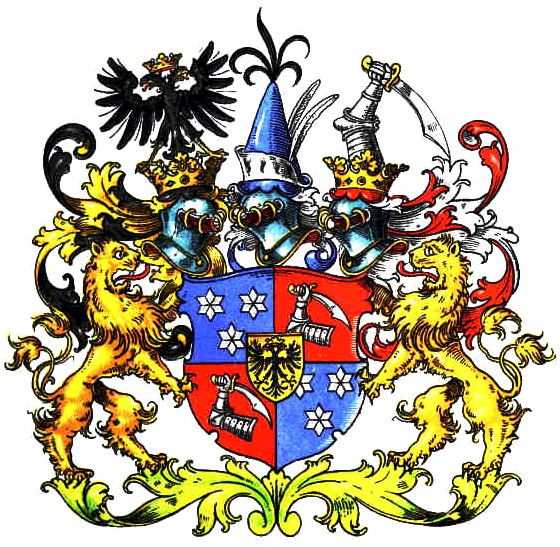
Herb von Kospoth

W 1945 r. pałac został uszkodzony, przeszedł w ręce PGR. Ok. 1950 r. osiemnaście rzeźb z parku przypałacowego trafiło do ogrodu w warszawskim Wilanowie. Częściowo zabezpieczono go w 1961  i 1973 r. W 1989 r. nowy właściciel rozpoczął remont, który został jednak przerwany po zawaleniu stropów.

## Właściciele majątku Brzezinka
- 1718 - 1729 Carl Christian von Kospoth. W 1729 powstaje majorat Brzezinka (majorat - zasada przewidująca dziedziczenie ordynacji przez najstarszego syna lub najbliższego krewnego w przypadku braku potomków zmarłego. Nie mogło dochodzić do podziału majątku).
- 1729 - 1759 Anna Zofia Krystyna hrabina von Erbach (żona von Maltzan, Potem von Promnitz, potem von Kospoth)
- 1759 - Hrabia Rzeszy Friedrich August von Kospoth. Po drugim małżeństwie pozostaje bezdzietny. Posiada siedem majątków w rejonie Oleśnicy, pięć w okolicach Żagania, trzy w okolicach Trzebnicy, jeden w okolicach Milicza i trzy w innych rejonach Dolnego Śląska. Spadkobiercą majątku liczącego 65000 morgów (ok. 30 majątków) staje się jego bratanek.
- Krzysztof August von Kospoth (1777-1834)
- Ludwig August II von Kospoth (1803-1874)
- Karl August III von Kospoth (1836-1928). Pan na Brzezince, Miodarach, Krzeczynie, Grünhof, Gręboszycach, Sątoku i części Miłocic. Podobne imiona mogą prowadzić do pomyłek. W historii Oleśnicy i Dolnego Śląska występują inni Kospoth`owie. Mogą to być m.in. młodsi bracia, niedziedziczący majątków, którzy musieli obrać karierę urzędniczą (burmistrz Wrocławia, starosta Oleśnicki) lub wojskową. Karl August założył pomiędzy Brzezinką i Miodarami park- bażanciarnię.
- Erich von Kospoth do 1945 r.